# رومان أباريسيو
رومان أباريسيو (بالهولندية: Roman Aparicio)‏ هو لاعب كرة قدم هولندي في مركز الدفاع، ولد في 3 ديسمبر 1980 في أورنجستاد في أروبا. شارك مع منتخب أروبا لكرة القدم.

## وصلات خارجية
- رومان أباريسيو على موقع قاعدة بيانات كرة القدم.إي يو (الإنجليزية)
- رومان أباريسيو على موقع ناشيونال فوتبول تيمز (الإنجليزية)